# Contrôle des armes à feu au Canada
Le contrôle des armes à feu au Canada est régi principalement par l'application provinciale de la Loi sur les armes à feu[Laquelle ?] et du Code criminel. S'ajoutent à ces lois différents règlements fédéraux, des lois et règlements provinciaux ainsi que, lorsque les lois provinciales le permettent, des règlements municipaux.
La possession d'armes à feu par des civils se limite aux personnes ayant les permis et certifications appropriés. Légalement, l'acquisition d'armes à feu par ces personnes ne peut se faire que pour des motifs de collection ou pour la pratique de la chasse ou du tir sportif.

## Classification législative des armes à feu
Le droit canadien classifie les armes à feu sous quatre catégories :
- les armes à feu prohibées ;
- les armes à feu à autorisation restreinte ;
- les armes à feu sans restriction, et
- les armes à feu historiques.

Le Code criminel classifie plusieurs armes à feu sous la catégorie d'armes à feu prohibées. Par exemple, les armes de poing ayant un canon d'une longueur de moins de 105 mm ainsi que celles conçues ou adaptées pour tirer des cartouches de calibre 25 ou de calibre 32 sont des armes à feu prohibées. Toutefois, les armes de poing désignées par règlement pour l'utilisation dans les compétitions sportives internationales régies par la Fédération internationale de tir sportif sont exclues de cette classification. De plus, toute arme à feu automatique, qu'elle ait été modifiée ou non pour être semi-automatique, est considérée une arme à feu prohibée. Une arme à feu sciée, de façon que la longueur du canon soit inférieure à 457 mm ou que la longueur totale de l'arme soit inférieure à 660 mm est aussi une arme à feu prohibée.
Tout comme la classification d'armes à feu prohibées, différentes armes à feu sont classifiées comme étant des armes à feu à autorisation restreinte. D'abord, les armes de poing qui ne sont pas des armes à feu prohibées sont des armes à feu à autorisation restreinte. Toutes les armes à feu, qui ne sont pas des armes à feu prohibées, pourvues d'un canon de moins de 470 mm, conçues pour tirer des munitions à percussions centrales de manière semi-automatique sont aussi des armes à feu à autorisation restreinte.
Les armes à feu sans restriction sont celles qui ne sont ni prohibées, ni à autorisation restreinte. Par conséquent, la plupart des fusils de chasse et des carabines sont classifiés comme des armes à feu sans restriction.
Les armes à feu historiques sont celles fabriquées avant 1898 qui n'ont pas été conçues ni modifiées pour tirer des munitions à percussion annulaire ou des munitions à percussion centrale. Les reproductions de fusils à platine à silex, à platine à rouet et à platine à mèche, fabriqués après 1897, à l'exception des reproductions d'armes de poing, sont réputées être des armes à feu historiques.
Enfin, les autorités fédérales possèdent le pouvoir de classifier certaines armes à feu par décret. Par exemple, le FAMAS, l'AK-47 et le MP5 sont tous classifiés comme étant des armes à feu prohibées même si ces dernières ont été modifiées pour avoir des mécanismes semi-automatiques.

## Infractions criminelles
Le contrôle des armes à feu au Canada repose sur trois principes. Le premier voulant que les Canadiens ne devraient pas ressentir le besoin de posséder des armes à feu pour assurer leur protection. Le deuxième prévoit que, pour préserver le caractère paisible du Canada, l'usage d'une arme à feu dans la perpétration d'un crime et la contrebande d'armes doivent être sévèrement punis. Enfin, le troisième principe est celui qui reconnaît et respecte l'usage légitime d'armes à feu, notamment par les chasseurs, les tireurs sportifs et les collectionneurs. La règle générale est donc que nul ne peut posséder ou acquérir une arme à feu sans avoir un permis qui l'y autorise.
Par conséquent, la simple possession d'une arme à feu sans être titulaire d'un permis approprié et, dans certains cas, sans avoir le certificat d'enregistrement de l'arme est une infraction criminelle passible d'un emprisonnement maximal de cinq ans. Lorsque la possession non autorisée d'une arme à feu est délibérée, soit lorsque le possesseur sait qu'il n'est pas titulaire du permis approprié, l'infraction devient passible d'un emprisonnement maximal de dix ans avec une peine minimale en cas de récidive. De plus, la possession d'une arme à feu prohibée ou à autorisation restreinte chargée ou avec des munitions facilement accessibles, sans autorisation ou sans être titulaire du permis qui l'y autorise et sans certificat d'enregistrement est un acte criminel passible d'un emprisonnement maximal de dix ans avec une peine minimale de trois ans dans le cas d'une première infraction et de cinq ans en cas de récidive.
Que la personne soit propriétaire d'un permis approprié ou non, l'usage négligent d'une arme à feu ou de munitions, soit celui qui ne prend pas suffisamment de précautions pour la sécurité d'autrui, est un acte criminel passible d'un emprisonnement maximal de deux ans dans le cas d'une première infraction et de cinq ans en cas de récidive. De manière afférente, quiconque braque, sans excuse légitime, une arme à feu, chargée ou non, sur une autre personne commet une infraction passible d'un emprisonnement maximal de cinq ans.

## Possession et acquisition légale d'arme à feu
Au Canada, l'acquisition d'une arme à feu ou de munitions ne peut se faire que par une personne qui détient le permis qui l'y autorise, soit le permis de possession et acquisition d'armes à feu (PPA). Le PPA ne peut être obtenu que si plusieurs critères d'admissibilité stricts sont respectés. De plus, des limites à l'acquisition d'armes s'imposent puisqu'un détenteur de PPA ne peut acquérir toute classe d'arme à feu. Ce dernier est limité aux classes autorisées par le permis détenu. Les classes sont déterminées, en partie, par les cours complétés et réussis ou, dans de rares cas, lorsqu'il y a droit acquis.
Une personne qui désire obtenir un PPA doit compléter et réussir le Cours canadien de sécurité dans le maniement des armes à feu (CCSMAF). La réussite du CCSMAF donne la possibilité de déposer une demande de PPA auprès du contrôleur des armes à feu seulement pour l'acquisition et la possession d'armes à feu sans restriction. Une formation additionnelle est nécessaire pour obtenir un permis donnant la possibilité de posséder et d'acquérir des armes à feu à autorisation restreinte. Plus spécifiquement, une personne doit réussir avec succès le Cours canadien de sécurité dans le maniement des armes à feu à autorisation restreinte (CCSMAFAR).
L'émission d'un PPA ne peut se faire lorsqu'il est souhaitable que le demandeur n'ait pas en sa possession une arme à feu, soit pour sa sécurité ou celle d'autrui. Par conséquent, avant d'émettre le PPA, le contrôleur des armes à feu effectue une enquête sur les antécédents judiciaires et personnels du demandeur. Plus spécifiquement, le contrôleur est tenu de prendre en compte, pour les cinq années précédant la date de la demande, chacun des éléments suivants :
- si le demandeur a été déclaré coupable, ou absous, d'une infraction criminelle commise avec usage, tentative ou menace de violence contre autrui[12], d'une infraction relative aux armes à feu[13], de harcèlement criminel[14] et de certaines infractions relatives aux drogues[15],[16] ;
- si le demandeur a été interné ou traité dans un hôpital ou un hôpital psychiatrique, pour une maladie mentale caractérisée par la menace, la tentative ou l'usage de violence contre lui-même ou autrui[17] ;
- si le demandeur a un historique comportemental qui atteste la menace, la tentative ou l'usage de violence contre lui-même ou autrui[18], et
- si le demandeur fait l'objet d'une ordonnance d'interdiction de posséder une arme à feu[19].

Dans le même ordre d'idées, la demande de PPA doit être accompagnée de déclarations signées par deux personnes d'au moins dix-huit ans qui reconnaissent qu'il n'y aucune raison pour laquelle il serait souhaitable que le demandeur n'ait pas en sa possession une arme à feu pour sa sécurité ou celle d'autrui. La demande de PPA doit aussi indiquer les coordonnées et noms des époux, conjoints de fait ou autres personnes avec qui le demandeur entretient ou a entretenu une telle relation dans les deux années précédant la demande.
Enfin, une période d'attente minimale de 28 jours s'impose aux nouveaux demandeurs de PPA.

## Enregistrement et immatriculation
Le contrôle des armes à feu au Canada a évolué au cours des dernières années en fonction de l'urbanisation de la société.[non neutre] La tuerie de l'École polytechnique de Montréal, en 1989, a causé un mouvement social et politique ayant débouché sur l'adoption d'une loi rendant obligatoire l'enregistrement de toutes les armes à feu canadiennes dans le registre canadien des armes à feu.
Le registre a été voté en 1995, mais les populations rurales, principalement concernées, ont pratiqué la résistance passive malgré la menace de sanctions financières et pénales.[non neutre] Le gouvernement canadien reporte, depuis 2006, l'application des sanctions. Depuis 2012, le registre des fusils de chasse a été aboli. Seul le Québec a décidé de maintenir l'utilisation de ce registre, mais il se heurte à la volonté du fédéral de détruire toutes les données du registre. D'autres provinces, comme l'Ontario et la Colombie-Britannique, désirent conserver un tel registre.
Il y a deux grands courants de pensée en ce qui concerne la possession d'armes à feu. D'une part, il y a ceux qui croient que la vente et la possession d'armes à feu doivent être régie et contrôlée par le gouvernement. D'un autre côté, il y a ceux qui croient que la possession d'armes à feu est un droit que tous les citoyens qui le désirent devraient pouvoir exercer.

## Études
Une étude canadienne publiée en 1996 avance que la possession d'armes à feu constitue une force dissuasive envers des menaces d'origine humaine. D'autres études tendent à établir une corrélation notable entre le nombre d’armes à feu en circulation et le taux d’homicides, de suicides,, des crimes violents en général ainsi que l'augmentation du risque de meurtres de masse, spécialement dans les écoles et les institutions.

## Restrictions supplémentaires de 2020-2021
En mai 2020, le gouvernement du Canada ajoute 1 500 armes à la liste des armes à feu interdite au Canada. Selon le premier ministre du Canada Justin Trudeau : « À travers le pays, beaucoup de gens utilisent des armes à feu de façon légale et responsable, que ce soit pour travailler ou pour chasser. Mais vous n’avez pas besoin d’un AR-15 pour abattre un cerf ». Le ministre de la Sécurité Bill Blair a affirmé que ces armes sont conçues pour faire rapidement le plus de victimes possibles. Pour certains types d'armes, leurs propriétaires jouissent d'une amnistie jusqu'au 30 avril 2022.
Des personnes font remarquer que ces restrictions n'empêcheront pas l'importation illégale, depuis les États-Unis, d'armes à feu interdites.
En Alberta, le propriétaire d'un magasin et un fabricant d'armes à feu contestent en mai 2020 le nouveau règlement, alléguant que le gouvernement « enfreint leur droit à la propriété privée garantie par la Charte canadienne des droits et libertés » et que la décision du gouvernement a été prise en coulisses. La porte-parole du ministre de la Sécurité publique a déclaré : « [L'ordonnance d'interdiction] a été utilisée par des gouvernements de toutes sortes, dont l'ancien gouvernement Harper qui a déclassé certains fusils durant les derniers jours de son gouvernement sans aucune consultation, allant même à l’encontre des recommandations de la GRC ».
D'autres personnes morales et physiques ont engagé une poursuite en Cour fédérale du Canada pour contester le règlement.
Plus tard la même année, le gouvernement fédéral lance un projet de rachat d'armes à feu, dont « le développement, la conception et la mise en œuvre » sont en partie confiés à IBM Canada.
À la mi-février 2021, le gouvernement fédéral dépose le projet de loi C-21, qui autorise les propriétaires d'armes semi-automatiques de continuer à détenir leurs armes. « En vertu des nouvelles mesures, ces armes ne pourront pas légalement être utilisées, transportées, vendues, transférées ou léguées au Canada. » Le gouvernement propose également le rachat volontaire de ces armes. Toutefois, des groupes et des spécialistes s'élèvent contre cette mesure parce qu'elle ne protégerait pas suffisamment la population contre leur usage illégal, notamment pour des tueries,. Si ce projet de loi est adopté, le gouvernement fédéral autorisera la production (par un tribunal par exemple) d'un drapeau jaune pour signifier la suspension du permis de possession pendant 30 jours. Un drapeau rouge serait produit pour signifier la saisie d'une arme à feu, peu importe la catégorie. Par ailleurs, si l'arme est interdite, son propriétaire est « frappé d'une interdiction d'en utiliser, d'en acheter ou d'en importer ». D'autres restrictions s'appliquent : cours de maniement d'arme à feu, port d'arme à autorisation restreinte... Le projet veut également interdire toute modification aux chargeurs d'armes à feu.

## Dispositions concernant la cession d'une arme a feu
Au Canada, une arme à feu ne peut être cédée qu'à :
- un adulte (18 ans et plus) détenant un permis de possession et d'acquisition (PPA) valide pour la classe d'armes en question;
- une entreprise, un musée ou toute autre organisation détenant un permis d'armes à feu pour entreprise;
- une agence de services publics – corps policier, école de police, certains ministères ou organismes gouvernementaux, etc.[34]

Avant de céder une arme à feu sans restriction, le cédant doit avoir préalablement obtenu un numéro de référence du PCAF confirmant la validité du PPA et la probité de l'acheteur art 23. Le numéro de référence peut habituellement s'obtenir par le biais du portail du PCAF, dans la mesure ou l'acheteur à indiqué son courriel lors de l'acquisition de son PPA. Dans le cas contraire l'acheteur et le cédant doivent communiquer avec le PCAF afin d'obtenir un numéro de référence.
Dans la province de Québec, il est obligatoire d'inscrire toutes les armes à feu au registre